# Alstroemeria paupercula
Alstroemeria paupercula är en alströmeriaväxtart som beskrevs av Rodolfo Amando Philippi. Alstroemeria paupercula ingår i släktet alströmerior, och familjen alströmeriaväxter. Inga underarter finns listade i Catalogue of Life.

## Bildgalleri

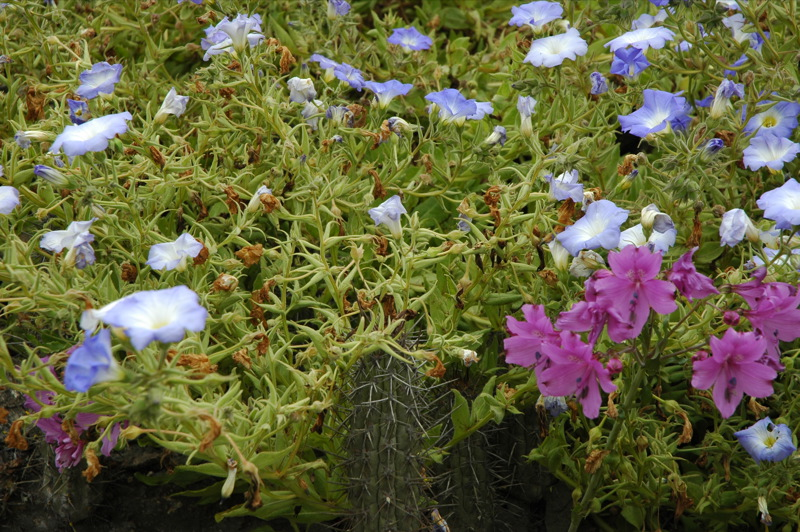